# Peña del Rincón de Alano
Peña del Rincón de Alano – szczyt w Pirenejach. Leży w Hiszpanii, w prowincji Huesca, w regionie Aragonia, blisko granicy z Francją. Należy do Pirenejów Zachodnich.